# Blepharoneura furcifer
Blepharoneura furcifer är en tvåvingeart som beskrevs av Friedrich Georg Hendel 1914. Blepharoneura furcifer ingår i släktet Blepharoneura och familjen borrflugor. Inga underarter finns listade.